# Gornji Kukuruzari
Gornji Kukuruzari falu Horvátországban, Sziszek-Monoszló megyében. Közigazgatásilag Donji Kukuruzari községhez tartozik.

## Fekvése
Sziszek városától légvonalban 25, közúton 35 km-re délre, községközpontjától 2 km-re északkeletre, a Sunja bal partja fölé emelkedő dombvidéken fekszik.

## Története
A falu csak a 19. század elején alakult ki Kukuruzari keleti, dombos határrészéből. Lipszky János 1808-ban Budán kiadott repertóriumában még a két Kukuruzari együtt „Kukuruzari” néven szerepel.  Nagy Lajos 1829-ben kiadott művében szintén „Kukuruzari” néven 144 házzal és 879 lakossal szerepel. A Petrinya központú második báni ezredhez tartozott. A katonai közigazgatás megszüntetése után Zágráb vármegye részeként a Petrinyai járásának része volt. Lakosságát csak 1900-tól számlálják önállóan, amikor 228 lakosa volt. 1918-ban az új szerb-horvát-szlovén állam, majd később Jugoszlávia része lett. 
Különösen nehéz időszakot élt át a térség lakossága a II. világháború alatt. 1941-ben a németbarát Független Horvát Állam része lett, de a lakosság egy része felkelt az új rend ellen. A délszláv háború előtt csaknem teljes lakossága (97%) szerb nemzetiségű volt. 1991. június 25-én a független Horvátország része lett. A délszláv háború idején szerb lakossága a szerb erőkhöz csatlakozott. A Krajinai Szerb Köztársasághoz tartozott. A falut 1995. augusztus 7-én a Vihar hadművelettel foglalta vissza a horvát hadsereg. A szerb lakosság többsége elmenekült és helyükre a boszniai Szávamentéről, Közép-Boszniából és Banja Luka környékéről horvát lakosság érkezett. A településnek 2011-ben 51 lakosa volt.

## Népesség
| Lakosság változása | Lakosság változása | Lakosság változása | Lakosság változása | Lakosság változása | Lakosság változása | Lakosság változása | Lakosság változása | Lakosság változása | Lakosság változása | Lakosság változása | Lakosság változása | Lakosság változása | Lakosság változása | Lakosság változása | Lakosság változása |
| ------------------ | ------------------ | ------------------ | ------------------ | ------------------ | ------------------ | ------------------ | ------------------ | ------------------ | ------------------ | ------------------ | ------------------ | ------------------ | ------------------ | ------------------ | ------------------ |
| 1857               | 1869               | 1880               | 1890               | 1900               | 1910               | 1921               | 1931               | 1948               | 1953               | 1961               | 1971               | 1981               | 1991               | 2001               | 2011               |
| 0                  | 0                  | 0                  | 0                  | 228                | 242                | 242                | 250                | 204                | 208                | 166                | 154                | 142                | 119                | 78                 | 51                 |

(1890-ig lakosságát Donji Kukuruzarihoz számították.)